# Pasquale Festa Campanile
Pasquale Festa Campanile (* 28. Juli 1927 in Melfi, Basilicata; † 12. Februar 1986 in Rom) war ein italienischer Filmregisseur, Drehbuchautor und Schriftsteller.

## Leben
Pasquale Festa Campanile, aus vornehmer Familie stammend, begann 1949 mit der Tätigkeit als Drehbuchschreiber für einige Werke des Neoralismo rosa, skriptete aber bald – nahezu immer im Team mit Massimo Franciosa – für Regisseure wie Mauro Bolognini, Dino Risi, Marco Ferreri oder Luchino Visconti. Er war an zahlreichen wichtigen italienischen Filmen wie Der Leopard, Trauen Sie Alfredo einen Mord zu? oder Die vier Tage von Neapel – hierfür wurde er für den Oscar nominiert – beteiligt.
1963 wandte er sich selbst der Regie zu; sein Debüt Un tentativo sentimentale ließ die Kritik ratlos zurück. Bereits sein übernächster Film, die Kostümkomödie Le voci bianche, zeigte seine Wendung zu kommerzielleren Stoffen. Bis zu seinem letzten Film inszenierte er fast ausschließlich Komödien, oft mit erotischen Themen.
Neben seinen Filmen betätigte sich Festa Campanile als Schriftsteller. Nachdem er in den 1950er Jahren – vor seiner Hinwendung zum Film – in Rom als Journalist und Literaturkritiker gewirkt hatte, erschien 1957 sein Erstling La nonna Sabella (deutsch: Großmutter Sabella), der im selben Jahr von Dino Risi verfilmt wurde. Ab Mitte der 1970er Jahre erschienen weitere Romane. 1984 erhielt er den Premio Campiello für Per amore, solo per amore; 1986 den Premio Bancarella für La strega innamorata.

## Filme

### Drehbuch
- 1950: Faddija – La legge della vendetta – Regie: Roberto Bianchi Montero
- 1955: Die Verliebten (Gli innamorati) – Regie: Mauro Bolognini
- 1956: Terrore sulla città – Regie: Anton Giulio Majano
- 1957: Ich laß mich nicht verführen (Poveri ma belli) – Regie: Dino Risi
- 1957: Großmutter Sabella (La nonna Sabella) – Regie: Dino Risi
- 1957: Il cocco di mamma – Regie: Mauro Morassi
- 1957: Puppe mit Pfiff (Belle ma povere) – Regie: Dino Risi
- 1957: Die Spionin von Gibraltar (La donna che venne dal mare) – Regie: Francesco De Robertis
- 1957: Ferien auf der Sonneninsel (Vacanze a Ischia) – Regie: Mario Camerini
- 1958: Dieb hin, Dieb her (Ladro lui, ladra lei) – Regie: Luigi Zampa
- 1958: Giovani mariti – Regie: Mauro Bolognini
- 1958: Totò und Marcellino (Totò e Marcellino)
- 1958: Der verzauberte Wald (L’incanto della foresta) – Regie: Alberto Ancillotto
- 1959: Arme Millionäre (Poveri milionari) – Regie: Dino Risi
- 1959: Menschen, die im Schatten stehen (Il magistrato) – Regie: Luigi Zampa
- 1959: La cento chilometri – Regie: Giulio Petroni
- 1959: Der Windhund von Venedig (Venezia, la luna e tu) – Regie: Dino Risi
- 1959: Verliebte haben's schwer (Tutti innamorati) – Regie: Giuseppe Orlandini, Franco Rossi
- 1959: Ferdinand – König von Neapel (Ferdinando I re di Napoli) – Regie: Gianni Franciolini
- 1960: Ein Degen und drei Spitzenhöschen (Le tre eccetera del colonnello) – Regie: Claude Boissol
- 1960: Rocco und seine Brüder (Rocco e i suoi fratelli)
- 1960: Das Haus in der Via Roma (La viaccia)
- 1961: Trauen Sie Alfredo einen Mord zu? (L’assassino)
- 1962: Smog – Regie: Franco Rossi
- 1962: Die schöne Ippolita (La bellezza di Ippolita) – Regie: Giancarlo Zagni
- 1962: Die vier Tage von Neapel (Le quattro giornate di Napoli)
- 1963: Der Leopard (Il gattopardo)
- 1963: Die Bienenkönigin (Una storia moderna – l’ape regina)

### Regie
- 1963: Versuchung in Liebe (Un tentativo sentimentale)
- 1964: Unter dem Himmel von Florenz (La costanza della ragione)
- 1964: Helle Stimmen (Le voci bianche)
- 1965: Eine Jungfrau für den Prinzen (Una vergine per il principe)
- 1966: Seitensprung auf italienisch (Adulterio all’italiana)
- 1966: Il marito è mio e l'ammazzo quando mi pare
- 1967: Der Keuschheitsgürtel (La cintura di castità)
- 1967: Das Mädchen und der General (La ragazza e il generale)
- 1968: Huckepack (La matriarca)
- 1969: Scacco alla regina
- 1969: Warum läufst du immer nackt herum? (Dove vai tutta nuda?)
- 1970: Con quale amore, con quanto amore
- 1970: Als die Frauen noch Schwänze hatten (Quando le donne avevano la coda)
- 1971: Das nackte Cello (Il merlo maschio)
- 1971: Toll trieben es die alten Germanen (Quando le donne persero la coda)
- 1972: La calandria
- 1972: Jus primae noctis
- 1973: Hilfe, ich bin spitz…e! (Rugantino)
- 1974: Der Kleine mit dem großen Tick (L’emigrante)
- 1974: Ein süßes Biest (La sculacciata)
- 1975: Die Sexmaschine (Conviene far bene l’amore)
- 1976: Dimmi che fai tutto per me
- 1976: Hector, der Ritter ohne Furcht und Tadel (Il soldato di ventura)
- 1977: Wenn du krepierst, lebe ich! (Autostop rosso sangue)
- 1977: Cara sposa
- 1978: Wie man seine Frau verliert und eine Freundin gewinnt (Come perdere una moglie e trovare un amante)
- 1978: Gegè Bellavita
- 1979: Ein total versautes Wochenende (Sabato, domenica e venerdì)
- 1979: Il corpo della ragassa
- 1979: Il ritorno di Casanova
- 1981: Il ladrone
- 1980: Don Tango – Hochwürden mit der kessen Sohle (Qua la mano)
- 1981: Ornella – Die unwiderstehliche (Nessuno è perfetto)
- 1981: Culo e camicia
- 1981: Mano lesta
- 1982: Bingo Bongo
- 1982: Das Mädchen von Triest (La ragazza di Trieste)
- 1982: Più bello di così si muore
- 1982: Porca vacca
- 1983: Money Boom (Un povero ricco)
- 1983: Il petomane
- 1984: Ein Skandal in besten Kreisen (Uno scandalo per bene)